# Communauté de communes du Val de Tave
Die Communauté de communes du Val de Tave ist ein ehemaliger französischer Gemeindeverband (Communauté de communes) im Département Gard und der Region Languedoc-Roussillon. 

## Mitglieder
- Cavillargues
- Connaux
- Gaujac
- Le Pin
- Saint-Paul-les-Fonts
- Saint-Pons-la-Calm
- Tresques

## Quelle
- Le SPLAF - (Website zur Bevölkerung und Verwaltungsgrenzen in Frankreich (frz.))